# Lyudmila Maslakova
Lyudmila Zharkova-Maslakova (en russe : Людмила Жаркова-Маслакова), née le 26 février 1952, est une ancienne athlète qui courait principalement sur 100 m. Elle a remporté trois médailles olympiques pour l'Union soviétique.
Pour ses premiers Jeux olympiques, en 1968 à Mexico, elle remporta la médaille de bronze en relais 4 × 100 m avec ses compatriotes Galina Bukharina, Vera Popkova et Lyudmila Samotyosova.
Elle remporta sa seconde médaille olympique, à nouveau du bronze en relais 4 × 100 m aux Jeux olympiques d'été de 1976 à Montréal en faisant équipe cette fois-ci avec Tetyana Prorochenko, Nadezhda Besfamilnaya et Vera Anisimova.
Sa dernière médaille, cette fois-ci en argent, arriva douze ans après la première, à domicile lors des Jeux olympiques de Moscou lors du relais 4 × 100 m avec Vera Komisova, Vera Anisimova et Natalya Bochina.

## Palmarès

### Jeux olympiques
- Jeux olympiques d'été de 1968 à Mexico ( Mexique)
  -  Médaille de bronze en relais 4 × 100 m
- Jeux olympiques d'été de 1972 à Munich ( Allemagne de l'Ouest)
  - 5e en relais 4 × 100 m
- Jeux olympiques d'été de 1976 à Montréal ( Canada)
  -  Médaille de bronze en relais 4 × 100 m
- Jeux olympiques d'été de 1980 à Moscou ( Union soviétique)
  -  Médaille d'argent en relais 4 × 100 m

### Championnats d'Europe d'athlétisme
- - Championnats d'Europe d'athlétisme de 1974 à Rome ( Italie)
  - 4e sur 100 m
  - 4e sur 200 m
  - Championnats d'Europe d'athlétisme de 1978 à Prague ( Tchécoslovaquie)
  -  Médaille de bronze sur 100 m
  - 6e sur 200 m
  -  Médaille d'or en relais 4 × 100 m

### Championnats d'Europe d'athlétisme en salle
- Championnats d'Europe d'athlétisme en salle de 1975 à Katowice ( Pologne)
  - 5e sur 60 m